# 1 Pułk Moździerzy

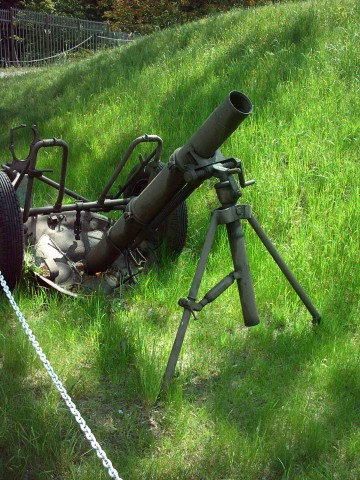
120 mm moździerz wz. 1938

1 Pomorski pułk moździerzy – oddział  artylerii  ludowego Wojska Polskiego.

## Formowanie i zmiany organizacyjne
Pułk sformowany został w obozie sieleckim na podstawie rozkazu nr 05 dowódcy Armii Polskiej w ZSRR z 7 maja 1944. Jednostka powstała w oparciu o kadry 1 dywizjonu moździerzy z 1 DP, którego żołnierze w dniu 15 lipca 1943 złożyli przysięgę. Od sierpnia 1944 pułk znajdował się w składzie 1 Armii Wojska Polskiego. Oddział rozformowany został we wrześniu 1945.
30 września 1967 dziedzictwo tradycji 1 Pomorskiego samodzielnego pułku moździerzy przyjął 105 Pomorski dywizjon artylerii haubic.

## Żołnierze pułku
Dowódcy pułku
- mjr Jan Popowicz

oficerowie
- Włodzimierz Muś

Odznaczeni Srebrnym Krzyżem Orderu Virtuti Militari
- ppłk Jan Popowicz

## Skład etatowy
Dowództwo i sztab
- 2 x dywizjon moździerzy
  - 3 x bateria ogniowa
    - 2 x pluton ogniowy
- park artyleryjski

żołnierzy – 631 (oficerów – 74, podoficerów - 179, kanonierów – 378)
sprzęt:
- moździerze – 36
- rusznice przeciwpancerne – 36
- samochody – 97

## Marsze i działania bojowe
|  |  |  |  |  |

|  |  |